# メドヂェジール
『メドヂェジール』（トルコ語: Medcezir）は、トルコのテレビドラマ。Star TVで2013年9月13日から2015年6月12日まで放送された。 それはジョシュ・シュワルツによって作成されたアメリカ合衆国のドラマ「The O.C.」のリメイクです。

## 登場人物
ヤマン・コペル
演：チャーアタイ・ウルソイ
ミラ・ベイリヂェ
演：セレナイ・サルカヤ
セリム・セレズ
演：バルシュ・ファライ
エンデル・カヤ・セレズ
演：ミネ・トゥガイ
メルト・セレズ
演：テナー・エルメス
エイリュル・ブルテル
演：ハザル・エルギュチリュ